# Миорское
Мио́рское (бел. Мёрскае) — озеро в Миорском районе Витебской области на южной окраине города Миоры. Принадлежит к группе Обстерновских озёр.
Площадь поверхности озера 1,15 км², длина 3,49 км, наибольшая ширина 0,63 км. Наибольшая глубина Миорского озера достигает 13,2 м. Длина береговой линии 8,8 км, площадь водосбора — 63,6 км², объём воды 5,24 млн м³.
Озеро расположено на южной окраине города Миоры. В Миорское озеро впадает короткая протока из соседнего озера Осиновка, из северо-восточной части вытекает река Мерица (приток Западной Двины). В самом узком месте озера ближе к его восточной оконечности построена дамба, по которой проложен мост автодороги Р18 (Верхнедвинск — Миоры — Шарковщина — Козяны).
Склоны котловины высотой 6-9 м, преимущественно распаханные, местами под кустарником. Берега песчаные, на юге и западе заросли кустарником, на юго-востоке заболоченные. Мелководье — песчаное, На глубине дно илистое. В западной части озера находится остров площадью 4,4 га. Около 30 % площади озера летом зарастает, растительность распространена до глубины 1,8-2 м.